# 中公園站
中公園站（日语：／ Naka-Kōen eki */?）是一個位於日本兵庫縣神戶市中央區港島中町四丁目（港灣人工島1期地區），屬於神戶新交通港灣人工島線（Port Liner）的鐵路車站。車站編號為P04。

## 車站構造
此站是港灣人工島線內唯一設有3面3線的高架車站。車站北側有來自港島站的軌道與來自北埠頭站的軌道合流。上行線在三宮方向合流設有轉轍器，下行月台不設轉轍器與絕對信號機，故分類為停留所。
開業當初2樓為西閘口與舊1號月台（北埠頭方向月台），3樓為舊2號月台（三宮方向月台）的二層構造，延伸至神戶機場後，增設新1號月台、東閘口與聯絡通道。
開業當時曾設有西站舍，2樓為大堂與上行月台，3樓為上行月台與聯絡通道。複線化、延伸事業之際增設東站舍，2樓為大堂與下行月台。3樓為聯絡通道。各站舍的閘內設有升降機、扶手電梯、AED等。西站舍設有多用途廁所。西站舍與港灣人工島大樓直通，大樓內設有升降機和扶手電梯。車站東側與港灣人工島中公園夾着道路，各站舍設有行人商店街連結。車站北側設有中公園變電所。
延伸工程以前，北側設有渡線，並設有「原口紀念公園」的副站名。當時只為環狀運行，除以中埠頭為終點的列車外都往三宮，北埠頭起的電車為「往三宮」，與港灣人工島開抵的電車則為「往三宮（途經市民醫院前）」以示區別（此站以北車站與後者顯示為「往港灣人工島方向」）。

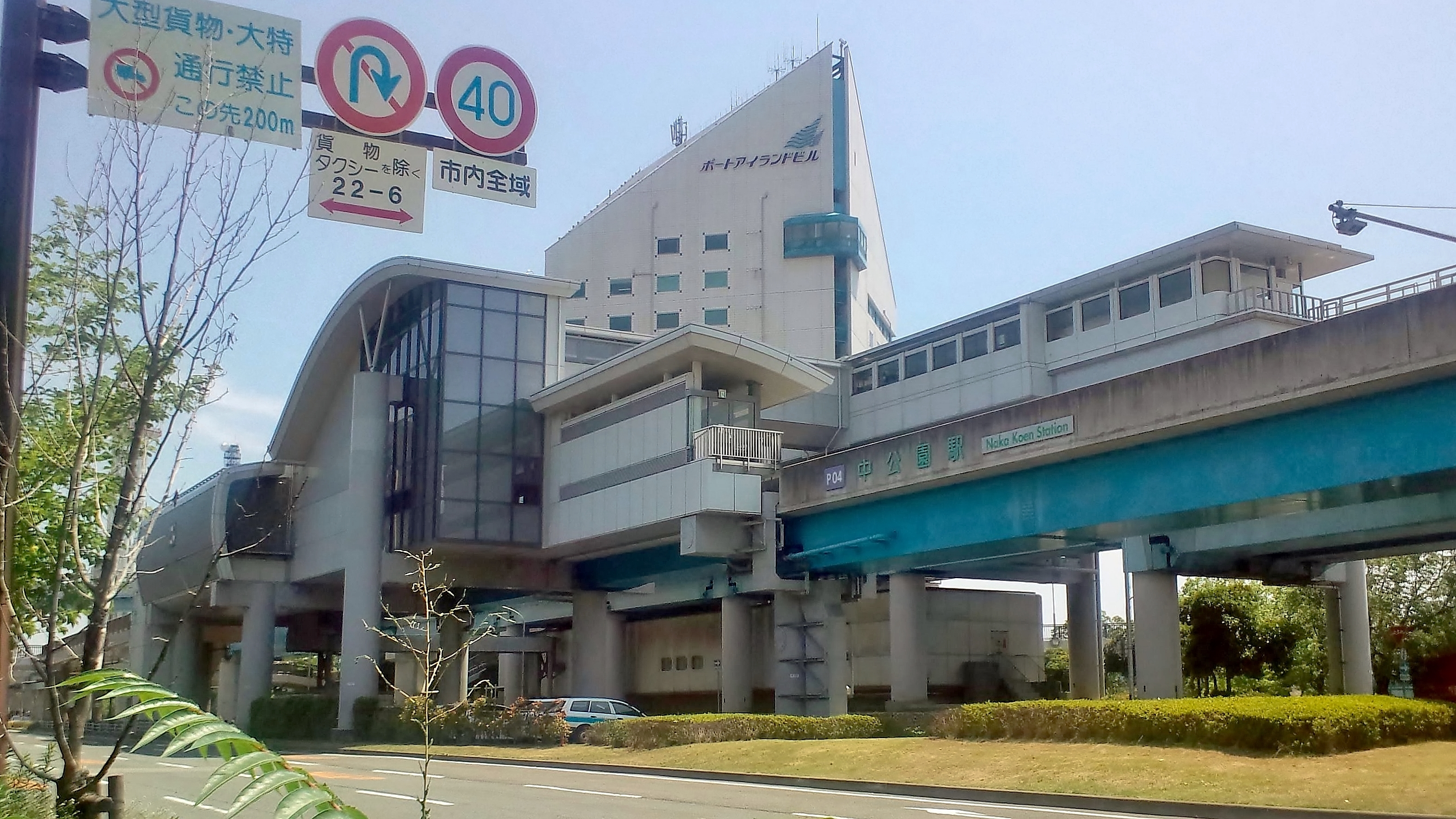
北側望向的站舍
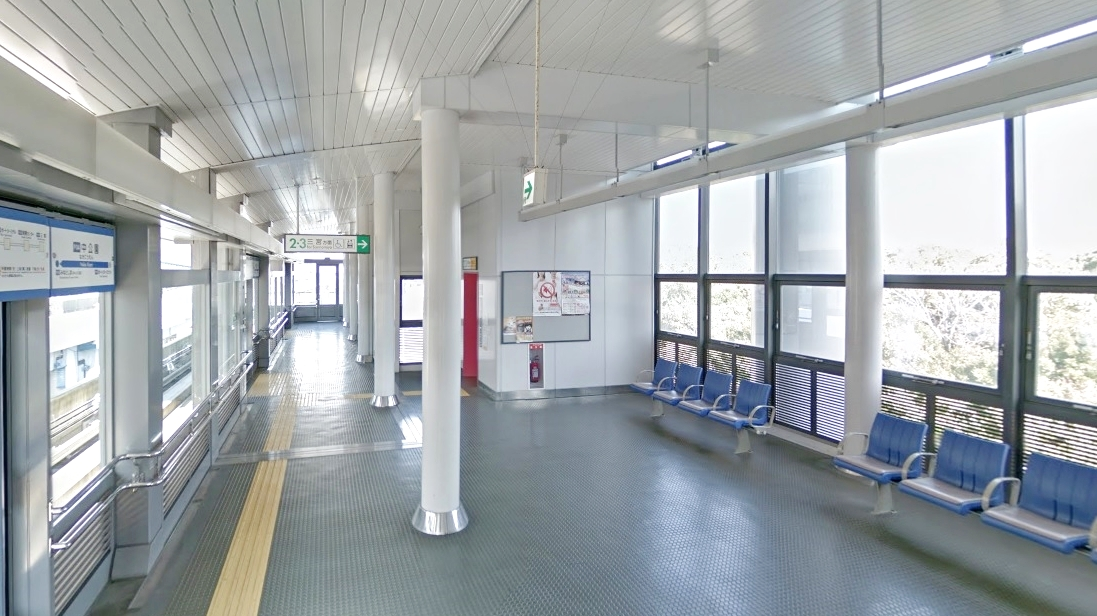
1號月台
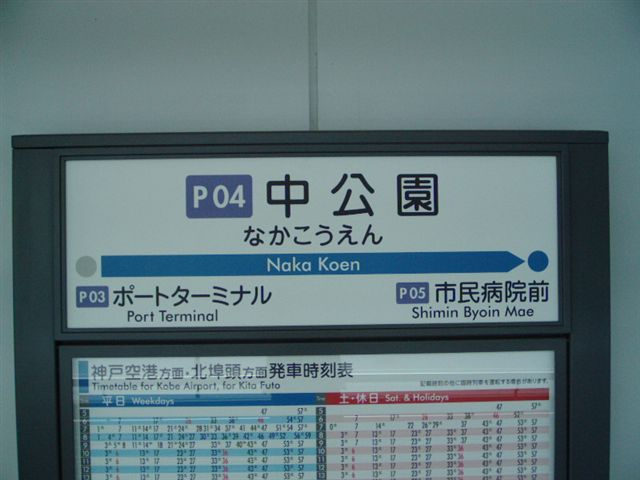
站名牌

### 月台配置
| 1 | 神戶機場方向、北埠頭方向                |
| 2 | 三宮方向（神戶機場方向開抵，舊1號月台） |
| 3 | 三宮方向（南公園方向開抵，舊2號月台）   |

## 使用情況
2018年度的1日平均上車人次為3,951人，神戶新交通車站為第9位，港灣人工島線為第5位。
1989年（平成元年）以後各年度1日平均上車人次推移如下表。
| 年度               | 1日平均 上車人次 |
| ------------------ | ---------------- |
| 1989年（平成元年） | 3,025            |
| 1990年（平成02年） | 2,929            |
| 1991年（平成03年） | 4,430            |
| 1992年（平成04年） | 4,699            |
| 1993年（平成05年） | 4,425            |
| 1994年（平成06年） | 4,330            |
| 1995年（平成07年） | 3,303            |
| 1996年（平成08年） | 4,396            |
| 1997年（平成09年） | 3,858            |
| 1998年（平成10年） | 3,586            |
| 1999年（平成11年） | 3,559            |
| 2000年（平成12年） | 3,306            |
| 2001年（平成13年） | 3,956            |
| 2002年（平成14年） | 3,874            |
| 2003年（平成15年） | 3,890            |
| 2004年（平成16年） | 3,929            |
| 2005年（平成17年） | 3,780            |
| 2006年（平成18年） | 2,830            |
| 2007年（平成19年） | 3,290            |
| 2008年（平成20年） | 3,607            |
| 2009年（平成21年） | 3,658            |
| 2010年（平成22年） | 3,715            |
| 2011年（平成23年） | 3,847            |
| 2012年（平成24年） | 3,825            |
| 2013年（平成25年） | 3,775            |
| 2014年（平成26年） | 3,696            |
| 2015年（平成27年） | 3,883            |
| 2016年（平成28年） | 4,052            |
| 2017年（平成29年） | 3,992            |
| 2018年（平成30年） | 3,951            |
| 2019年（令和元年） | 4,123            |

## 相鄰車站
神戶新交通
港灣人工島線
（神戶機場站到發、往北埠頭方向（下行））
客運港（P03）－中公園（P04）－港島（P05）
（來自南公園方向（上行））
北埠頭（PL09） → 中公園（P04） → 客運港（P03）

## 外部連結
- 中公園站（页面存档备份，存于） - 神戶新交通